# Katharine McPhee
Katharine Hope McPhee (Los Angeles, Kalifornia, 1984. március 25. –) amerikai színésznő és énekesnő.

## Pályafutása
Daniel McPhee és Peisha McPhee (születési nevén Burch) lányaként született. 12 évesen Sherman Oakba, Los Angeles környékére költözött, ahol a Notre Dame High Schoolban tanult, és kimutatta tehetségét a zenéhez. Az édesanyja, Peisha – aki maga is énekes –, segített Katharine-nek felkészülni az énekesi karrierre. Miután három félévet töltött a Boston Conservatory nevű zeneiskolában, visszatért Los Angelesbe, hogy elkezdhesse színészi karrierjét.
2005-ben Annie Oakley-ként beválogatták a Cabrillo Music Theatre színház "Annie Get Your Gun" című musicaljébe. Szintén 2005-ben jelentkezett az American Idol nevű amerikai tehetségkutató műsorba. A meghallgatásán a God Bless the Child című számot énekelte. A show végén második helyezett lett a nyertes Taylor Hicks mögött.

## Szerepei
| Év        | Magyar cím (Eredeti cím)                                      | Szerep                  | Megjegyzés                |
| --------- | ------------------------------------------------------------- | ----------------------- | ------------------------- |
| 2018      | - (Intensive Care)                                            | Kate Richards           | Mozifilm                  |
| 2018      | - (Louisiana Caviar)                                          | Shelly                  | Mozifilm                  |
| 2014-2018 | Skorpió – Agymenők akcióban (Scorpion)                        | Paige Dineen            | TV sorozat, 86 epizód     |
| 2017      | - (The Lost Wife of Robert Durst)                             | Kathie                  | TV film                   |
| 2014      | - (It Could Be Worse)                                         | Lucy                    | Minisorozat, epizódszerep |
| 2014      | - (In My Dreams)                                              | Natalie Russo           | TV film                   |
| 2012-2013 | Kasszasiker (Smash)                                           | Karen Cartwright        | TV sorozat, 32 epizód     |
| 2012      | Family Guy (Family Guy)                                       | Mother Maggie           | TV sorozat, epizódszerep  |
| 2011      | Béke, szerelem és félreértés (Peace, Love & Misunderstanding) | Sara                    | Mozifilm                  |
| 2011      | Cápák éjszakája (Shark Night 3D)                              | Beth                    | Mozifilm                  |
| 2011      | Ne csókold meg a menyasszonyt! (You May Not Kiss the Bride)   | Masha Nikitin           | Mozifilm                  |
| 2010      | - (The Pink House)                                            | Emily                   | TV film                   |
| 2010      | Balfékek (Community)                                          | Amber                   | TV sorozat, epizódszerep  |
| 2009      | - (Tit for Tat)                                               | Kat                     | TV sorozat, epizódszerep  |
| 2009      | CSI: New York-i helyszínelők (CSI: NY)                        | Odessa Shaw/Dana Melton | TV sorozat, epizódszerep  |
| 2008      | A házinyuszi (The House Bunny)                                | Harmony                 | Mozifilm                  |
| 2008      | A legendás gitáros (Crazy)                                    | Paramount Girl          | Mozifilm                  |
| 2007      | Ki ez a lány? (Ugly Betty)                                    | Önmaga                  | TV sorozat, epizódszerep  |
| 2007      | - (Lonelygirl15)                                              | Random Girl             | TV sorozat, epizódszerep  |

## Diszkográfia

### Stúdióalbumok
| Cím                                     | Megjelenés dátuma    | Kiadó                      |
| --------------------------------------- | -------------------- | -------------------------- |
| Katharine McPhee                        | 2007. január 30.     | RCA Records, 19 Recordings |
| Unbroken                                | 2010. január 5.      | Verve Forecast Records     |
| Christmas Is the Time to Say I Love You | 2010. október 12.    | Verve Forecast Records     |
| Hysteria                                | 2015. szeptember 18. | Entertainment One Music    |
| I Fall in Love Too Easily               | 2017. november 17.   | BMG Rights Management      |

### Kislemezek
| Cím                                                       | Megjelenés dátuma  | Kiadó                   |
| --------------------------------------------------------- | ------------------ | ----------------------- |
| Somewhere Over the Rainbow / My Destiny                   | 2006. június 20.   | RCA Records             |
| Over It                                                   | 2007. június 11.   | RCA Records             |
| Love Story                                                | 2007 április       | RCA Records             |
| Had It All                                                | 2010. január 5.    | Verve Forecast Records  |
| I'll Be Home For Christmas                                | 2009. november 17. | Verve Forecast Records  |
| Have Yourself a Merry Little Christmas (fat. Chris Botti) | 2010. október 12.  | Verve Forecast Records  |
| Lick My Lips                                              | 2015. május 26.    | Entertainment One Music |
| Night and Day                                             | 2017. október 6.   | BMG Rights Management   |